# Kammerspiel
Kammerspiel (także Kammerspielfilm, niem. dramat kameralny) – gatunek filmowy wywodzący się z filmowego ekspresjonizmu oraz sztuk Maxa Reinhardta.
Kammerspiel, wykorzystując niektóre rozwiązania artystyczne rodem z ekspresjonizmu, scenerią swych wydarzeń czynił jednak zwyczajną rzeczywistość. Bohaterami Kammerspielfilme było najwyżej kilka „wziętych z życia” postaci o nieznanych imionach, które w wyniku sytuacji kryzysowej zmierzały ku autodestrukcji. Większość Kammerspielfilme kończyła się tragicznie, co odpowiadało gustowi wyrafinowanej widowni kina artystycznego.
Wśród czołowych dzieł Kammerspiel, do których scenariusze napisał Carl Mayer znajdują się: Zamek Vogelöd (1921), Portier z hotelu Atlantic (1924) i Świętoszek (1925) Fridericha Wilhelma Murnaua, Szyny (1921) i Sylwester (1922) Lupu Picka, Schody kuchenne (1921) i Duch ziemi (1923) Leopolda Jassnera, wreszcie Vanina (1922) Arthura von Gerlacha.